# Филиппова, Екатерина Алексеевна
Екатерина Алексеевна Филиппова (род. 7 декабря 1955, Рязань) — Народный учитель Российской Федерации (2007). Учитель года России (1996). Почётный гражданин Рязани (2013).

## Биография
Екатерина Алексеевна Филиппова родилась 7 декабря 1955 года в городе Рязани. В 1978 году окончила Рязанский государственный педагогический институт по специальности «Учитель французского и немецкого языков» и получила распределение в Шацкий район, в село Купля. Там проработала три года (1978—1981) учителем французского и немецкого языков в Куплинской средней школе.
Е. А. Филиппова после переезда в Рязань с 1985 года преподаёт французский язык в средней школе № 34. С 1989 по 1991 год работала преподавателем русского языка во Франции. Екатерина Алексеевна в 1991 году вернулась в родную школу № 34, где трудится и по сей день, работает учителем французского языка. Филиппова Е. А. имеет высшую квалификационную категорию, в 2007 году Екатерине Алексеевне присвоено звание «Народный учитель Российской Федерации».
Екатерина Алексеевна Филиппова вспоминает:

Я всегда хотела быть актрисой. Наверное, каждая девчонка в глубине души мечтает о сцене, видит себя окруженной многочисленными поклонниками. Это нормально. Но у меня все было всерьез. Готовилась поступать в театральный и очень огорчилась, когда опоздала на экзамены. Решила, что обязательно буду пробовать через год. А чтобы не терять времени, поступила в пединститут на факультет иностранных языков. Французский язык был моей второй главной любовью после театра. Да и с малышами я всегда любила возиться… После года учёбы в пединституте у меня уже не было никаких сомнений, что мое призвание здесь. Ну а театр навсегда остался в моей жизни как увлечение, любовь, мечта. В конце концов, учитель должен обладать актёрским талантом, без этого невозможно удержать внимание. И каждый урок — это всегда маленький спектакль.
Филиппова Екатерина Алексеевна — победитель Всероссийского конкурса «Учитель года России» в 1996 году и стала обладателем «Хрустального пеликана».
Е. А. Филиппова проводит: творческие мастерские в Путятинском, Пронском, Захаровском районах, в республике Саха (Якутия), в Астраханской области и в Самаре, мастер-классы в Смоленском педагогическом университете, в Сургуте, в Ставропольском крае и Ленинградской области и мастер-классы в Рязанском институте развития образования (РИРО) для участников областного этапа конкурса «Учитель года», фестиваль инновационных идей для учителей города. Проводила творческие мастерские в МДУ «Артек» в рамках международного конкурса школьных учителей.
Екатерина Алексеевна участвует в проекте «Открытый урок», который получил Золотую медаль во Всероссийском выставочном центре, в образовательном форуме в городе Тюмени. В Санкт-Петербурге, во Франции (Брессюир — Париж) даёт открытые уроки, проводила уроки в рамках подписания договора о партнёрстве Рязань — Брессюир, уроки в английской школе в рамках проведения недели образования в Великобритании.
Является членом жюри Всероссийского конкурса «Учитель года» и Международного конкурса школьных учителей в МДЦ «Артек», бессменным членом жюри Всероссийского конкурса «Учитель года» в течение 10 лет.
Екатерина Алексеевна Филиппова — постоянный участник съездов, форумов, семинаров, проходящих по всему миру, является участником ежегодных всероссийских слётов и расширенных педсоветов в различных регионах страны; выступает на форуме Франция — Россия.
С 2006 года — руководитель жюри группы по критериям отбора школ в рамках реализации национального проекта «Образование».
С 2013 года — Филиппова Е. А. является депутатом Рязанской городской Думы второго созыва.
В 2013 году Екатерине Алексеевне присвоено звание «Почётный гражданин города Рязани».

## Награды и звания
- Народный учитель Российской Федерации (2007),

- Заслуженный учитель Российской Федерации (1999),

- Кавалер Золотого Почётного знака «Общественное признание» (1998)[1],

- Именная медаль г. Брессюир (Франция) (1997)[1],

- Лауреат премии Президента Российской Федерации работникам образования (2006)[1],

- Почётный гражданин города Рязани (2013).

## Членство в организациях
- Член Всероссийской ассоциации учителей-практиков французского языка,

- Председатель методического объединения учителей французского языка Рязани,

- С 2005 года — президент регионального клуба победителей и лауреатов областного этапа конкурса «Учитель года России»,

- Член общества городов-побратимов «Рязань-Брессюир» (Франция),

- 2011—2013 — член Общественной палаты Рязанской области[2].